# Horst Faas
Horst Faas (Berlín, 28 d'abril de 1933 - Múnic, 10 de maig de 2012) va ser un corresponsal gràfic de guerra, guanyador de dos premis Pulitzer. És principalment conegut per les seves fotografies de la guerra del Vietnam.

## Carrera
Faas va començar la seva carrera com a corresponsal de guerra el 1951 amb l'agència Keystone, i amb 21 anys ja cobria els grans esdeveniments ocorreguts a Indoxina, com ara les negociacions de pau a Gènova de 1954. El 1956 va ser contractat per Associated Press (AP), on de seguida va destacar com un fotògraf de guerra decidit i valent, cobrint les guerres del Vietnam i Laos, així com les del Congo i Algèria. El 1962 va ser anomenat editor en cap d'AP per al sud-est d'Àsia, i es va establir a Saigon fins al 1974. Les seves instantànies de la guerra del Vietnam li donaren el premi Pulitzer el 1965. El 1967 va ser ferit de gravetat en una cama per una granada i a partir d'aquell fet va haver d'anar amb cadira de rodes la resta de la seva vida. El 1972 va guanyar el seu segon premi Pulitzer, pel seu seguiment del conflicte a Bangladesh.
Faas també va destacar pel seu treball com a editor, i va ser important per assegurar la publicació de dues de les fotografies més famoses de la guerra del Vietnam: la coneguda com a Vietcong Execution, del fotògraf estatunidenc Eddi Adams, i la coneguda com a Napalm Girl, del fotògraf vietnamita Huynh Cong, considerada com a imatge icònica d'aquesta guerra.
El 1976, Faas es va traslladar a Londres com a editor d'AP per a Europa. Es va retirar el 2004. Ja retirat, va organitzar trobades sobre el conflicte de Saigon i simposis internacionals de fotoperiodisme.
El seu suport als fotògrafs de guerra va ser notable; va ser coautor en dues publicacions importants: Requiem, un llibre publicat el 1997 sobre els fotògrafs que van morir a la guerra del Vietnam tant en un bàndol com en l'altre, i Lost Over, publicat el 2003, que homenatja als fotògrafs morts a Laos el 1971.

## Premis
- 1965: Premi Pulitzer (Fotografia): «Per la fotografia de combat durant la guerra al sud del Vietnam el 1964».[2]
- 1964: Medalla d'Or Robert Capa, «per la cobertura de la guerra del Vietnam».[3]
- 1972: Premi Pulitzer (Fotografia Spot News) juntament amb Michel Laurent: «Per la sèrie de fotografies Death in Dacca».
- 1997: Medalla d'Or Robert Capa, ex aequo amb Tim Page: «Requiem: per als fotògrafs morts a Vietnam i Indoxina»
- 2005: Premi Dr. Erich Salomon de l'Acadèmia alemanya de fotografia pel treball de tota una vida.[4]